# FIFA Ballon d'Or de 2010
A Bola de Ouro da FIFA de 2010 foi a 20ª edição da premiação máxima do futebol mundial outorgada pela FIFA, e a primeira com tal denominação. Foi realizada em 10 de janeiro de 2011 no Kongresshaus em Zurique, na Suíça. Todos os vencedores são os melhores do futebol.

## A cerimônia
Os encarregados de conduzir o evento, que começou pontualmente às 18 horas e 30 minutos (hora local) foram os jornalistas esportivos Pedro Pinto, da CNN Internacional, e Carol Manana, da SAB Sports.
O evento se iniciou com a apresentação dos futebolistas freestyle Jeremy Lynch e Billy Wingrove que, com uma disputa de acrobacias com bola, arrancaram os primeiros aplausos do público. A seguir, o presidente da FIFA, Joseph Blatter, deu as boas-vindas aos presentes com um breve discurso e chamou ao palco o diretor-geral da revista France Football, François Morinière, para que ele apresentasse o vídeo com os melhores momentos do futebol em 2010.

## Premiações
Vencedor(a)

### Futebolista

#### Masculino
Os três finalistas para a categoria são:
| Pos. | Nome           | Nacionalidade | Clube     | Votos  |
| ---- | -------------- | ------------- | --------- | ------ |
| 1º   | Lionel Messi   | Argentina     | Barcelona | 22,79% |
| 2º   | Andrés Iniesta | Espanha       | Barcelona | 17,41% |
| 3º   | Xavi           | Espanha       | Barcelona | 16,55% |

| “ | Não esperava ganhar hoje. Já estava feliz por estar aqui com meus companheiros, e ganhar de novo faz deste um dia muito especial. Quero dividir o prêmio com meus companheiros, minha família e com todos os barcelonistas e argentinos. | ” |

#### Feminino
A ex-futebolista dos Estados Unidos Julie Foudy e o presidente Blatter foram os encarregados de entregar o prêmio.
| Nome             | Nacionalidade | Clube               |
| ---------------- | ------------- | ------------------- |
| Birgit Prinz     | Alemanha      | Frankfurt           |
| Fatmire Bajramaj | Alemanha      | Turbine Potsdam     |
| Marta            | Brasil        | Gold Pride e Santos |

| “ | Alguém me disse hoje que, se eu ganhasse, teria que chorar, porque senão a emoção não seria a mesma. E, pois, aqui estou eu de novo, chorando. Parece até ser bom demais para ser verdade. Só posso pedir a Deus que me dê saúde para seguir tendo essas oportunidades. | ” |

### Treinador

#### Masculino
O prêmio foi entregue pela treinadora Silvia Neid da Seleção Alemã Feminina.
| Nome               | Nacionalidade | Clube/Seleção                |
| ------------------ | ------------- | ---------------------------- |
| José Mourinho      | Portugal      | Internazionale e Real Madrid |
| Josep Guardiola    | Espanha       | Barcelona                    |
| Vicente del Bosque | Espanha       | Seleção Espanhola            |

| “ | Quero cumprimentar os dois grandes treinadores que estão aqui, Vicente Del Bosque e Pep Guardiola, e agradecer a todos os que me ajudaram neste caminho. Trabalhei muito para chegar aqui, mas não cheguei sozinho. Tive a ajuda de meus jogadores, muitos dos quais estão aqui hoje. | ” |

#### Feminino
O prêmio foi entregue pelo treinador da Seleção Espanhola, Vicente del Bosque.
| Nome          | Nacionalidade | Clube/Seleção              |
| ------------- | ------------- | -------------------------- |
| Maren Meinert | Alemanha      | Seleção Alemã Sub-20       |
| Pia Sundhage  | Suécia        | Seleção dos Estados Unidos |
| Silvia Neid   | Alemanha      | Seleção Alemã              |

### Equipe ideal (FIFA/FIFPro World XI)
O futebolista dos Países Baixos Marco van Basten revelou os 11 nomes que compuseram a equipe ideal:
| Posição          | Futebolista       | País          | Clube              |
| ---------------- | ----------------- | ------------- | ------------------ |
| Goleiro          | Iker Casillas     | Espanha       | Real Madrid        |
| Zagueiro         | Lúcio             | Brasil        | Internazionale     |
| Zagueiro         | Gerard Piqué      | Espanha       | Barcelona          |
| Lateral-direito  | Maicon            | Brasil        | Internazionale     |
| Lateral-esquerdo | Carles Puyol      | Espanha       | Barcelona          |
| Meia             | Wesley Sneijder   | Países Baixos | Internazionale     |
| Meia             | Xavi              | Espanha       | Barcelona          |
| Meia             | Andrés Iniesta    | Espanha       | Barcelona          |
| Atacante         | Lionel Messi      | Argentina     | Barcelona          |
| Atacante         | David Villa       | Espanha       | Valencia Barcelona |
| Atacante         | Cristiano Ronaldo | Portugal      | Real Madrid        |

### Fair Play
O ex-futebolista sul-africano Lucas Radebe entregou o prêmio concedido a Seleção Haitiana Feminina (sub-17) pela coragem demonstrada em participar das eliminatórias da CONCACAF para a Copa do Mundo de Futebol Feminino Sub-17 de 2010. Quando o violento terremoto devastou o país, o grupo treinava no Estádio Nacional, na capital Porto Príncipe, a apenas 25 quilômetros do epicentro do abalo.
Todas as atletas se salvaram. Porém, o treinador Jean-Yves Labaze - considerado quase um "pai" para a maioria do elenco - acabou atingido pelos escombros do desabamento da sede da Federação Haitiana, onde participava de uma reunião.
Porém, as garotas reuniram todas as suas forças, já que algumas delas perderam parentes e amigos, e mantiveram os treinamentos. A República Dominicana e o Panamá receberam as atletas em suas instalações para permitir que elas mantivessem seus treinamentos.
| “ | Sem o futebol, não sobraria nada. (...) Obrigado à FIFA por este prêmio. Gostaria de compartilhar esta honra com todos os jovens do Haiti, especialmente aqueles que ainda estão sofrendo. O Haiti vai melhorar. | ” |

### Prêmio Presidencial
O prêmio foi entregue pelo presidente Blatter ao arcebispo sul-africano Desmond Tutu, vencedor do Nobel da Paz e membro da delegação que representou a África do Sul em Zurique por ocasião da escolha da sede da Copa do Mundo FIFA de 2010.
| “ | Sabíamos que ganhar a disputa para ser sede da Copa do Mundo era algo que não estava relacionado apenas ao futebol, mas também a uma oportunidade para o continente africano conquistar o seu espaço no cenário mundial. Quando começamos o trabalho, enfrentamos muitas dúvidas e ceticismo, e muitas pessoas disseram que os africanos não estariam prontos, mas provamos que elas estavam erradas e que os africanos são capazes de realizar grandes eventos. | ” |

### Prêmio Puskás
O vencedor foi o turco Hamit Altintop pelo gol de voleio marcado pela Seleção da Turquia contra a Seleção do Cazaquistão. Para a surpresa de todos, inclusive do vencedor, o troféu foi entregue pelo próprio goleiro Andrei Sidelnikov, que sofrera o gol. Foi um momento de descontração e divertimento.